# Ams-Osram
Ams-Osram AG (tidligere Austriamicrosystems AG)) er en østrigsk multinational elektronikvirksomhed, der designer og fremstiller sensorer, kredsløb og lyskilder.
I 2020 opkøbte ams AG tyske Osram.
De har hovedkvarter i Unterpremstätten, Østrig og de har globalt over 24.000 ansatte.